# Bobadilla del Campo
Bobadilla del Campo é um município da Espanha na província de Valladolid, comunidade autónoma de Castela e Leão, de área 55,97 km² com população de 360 habitantes (2007) e densidade populacional de 54,62 hab./km².

## Demografia
| Variação demográfica do município entre 1991 e 2004 | Variação demográfica do município entre 1991 e 2004 | Variação demográfica do município entre 1991 e 2004 | Variação demográfica do município entre 1991 e 2004 |
| --------------------------------------------------- | --------------------------------------------------- | --------------------------------------------------- | --------------------------------------------------- |
| 1991                                                | 1996                                                | 2001                                                | 2004                                                |
| 446                                                 | 417                                                 | 393                                                 | 385                                                 |